# Léon Lefébure
Pour les articles homonymes, voir Lefébure.
Léon Albert Lefébure, né le 31 mars 1838 dans le Haut-Rhin et mort à Orbey (Haut-Rhin) le 4 avril 1911, est un écrivain, journaliste et homme politique français. 
Il fut député du Haut-Rhin de 1869 à 1870, député de la Seine de 1871 à 1876, puis sous-secrétaire d'État aux Finances du 27 novembre 1873 au 2 avril 1874 dans le deuxième gouvernement Albert de Broglie et du 23 mai 1874 au 2 août 1874 dans le gouvernement Ernest Courtot de Cissey.
Il collabore au Correspondant, à la Revue de Paris et à la Revue des Deux Mondes. Il est le fondateur de la Société générale des prisons en 1877 et de l'Office central des œuvres de bienfaisance en 1890. Il est élu membre de l'Académie des sciences morales et politiques en 1903.

## Biographie
Fils d'Eugène Jean-Baptiste Charles, député du Haut-Rhin, industriel, et de Adèle Herzog, né à Wintzenheim, il fait ses premières armes dans la vie politique en Algérie à Oran, où l'avait envoyé son oncle maternel l'industriel Antoine Herzog, qui avait des intérêts dans cette colonie, notamment une ferme et des plantations de coton. Il était cousin germain par alliance d’Émile Fauconneau Dufresne, magistrat et futur conseiller à la cour de cassation, marié avec Marie Herzog, cousine germaine de Léon Lefébure.
Homme politique et membre de l’Académie des Sciences morales et politiques, il devient membre de l’Institut en 1898, et auditeur au conseil d’état. Il succède à son père et est élu député du Haut-Rhin en mai 1869. Pendant la guerre, il sert dans les mobiles de son département, et opte ensuite pour la nationalité française. Il est élu député de la Seine le 2 juillet 1871 avec le soutien de l'Union parisienne de la presse. Il siége au centre droit, et vote avec la majorité monarchiste de l’assemblée, repousse l’amendement Wallon, mais accepte l’ensemble des lois constitutionnelles. Il ne se représente pas aux élections pour la chambre des députés. 
Il est fait chevalier de la Légion d’honneur en 1867 lors de l’exposition universelle. Académicien libre le 28 novembre 1903, il est le fondateur de l’office central de la charité.

## L'Office central de charité
Léon Lefébure est en effet un pionnier de la réinsertion des prisonniers, et plus généralement de l'assistance aux miséreux et aux déshérités. Il fonde en 1890 l'Office central des œuvres de bienfaisance, et est membre actif de la Société Générale pour le patronage des libérés créée en 1872 par Jules de Lamarque. 
Le général du Barail évoque Léon Lefébure dans ses souvenirs :
« Très expert en matières financières, M. Léon Lefébure, avec ses cheveux blonds bouclés, sa moustache blonde, sa tournure élégante, son parler doux et persuasif, ressemblait à l’ange Gabriel ; Il s’est envolé de la politique en secouant ses ailes et sans y laisser une plume, et il est devenu la séduisante incarnation de la charité chrétienne, en attachant son nom aux plus belles entreprises de la bienfaisance sociale ».
Charles Grad, dans son ouvrage L'Alsace dit de lui :
« …Né à Orbey, il connaît mieux que personne les besoins des populations au milieu desquelles il a été élevé et qu’il  représentées dans les assemblées politiques avant d’être député de Paris. Eprouvé cruellement dans ses affections les plus chères, il vit ici pendant plusieurs mois de l ‘année dans une retraite prématurée, partagé entre le culte de sa mère et l’éducation de son fils, loin des agitations de la politique, après un brillant début dans une carrière que nous ne voulons pas croire close. Son talent, son caractère, ses aptitudes ont valu à M. Lefébure de grandes sympathies. Aussi bien ses services rendus à la chose publique, comme écrivain et comme homme d’état, ne lui permettent pas de persister dans une retraite définitive, même laborieuse et employée à des œuvres charitables et sociales. Homme d’action autant que de doctrine, nous l’avons vu aux jours de l’invasion allemande quitter son siège de la chambre des députés pour prendre les armes et enrôler ses bons Orbeyens dans les corps francs des Vosges. Aucune des questions qui préoccupent notre temps ou le pays n’est venue à l’ordre du jour sans exciter sa participation. Avec des antécédents pareils et un cœur généreux, on peut goûter un instant le calme de la solitude, mais sans se résoudre à rester isolé ou en dehors de la vie publique pour l’avenir. ».
Léon Lefébure est fait comte héréditaire du Vatican le 3 mars 1882 (Armes : « D’azur au chevron d’or à une rose et une étoile d’argent posées en chef et un vol d’argent en pointe »).

## Généalogie
Marié le 6 janvier 1874 à Paris, avec Marie-Anne, Émilie Froment-Meurice, fille de François-Désiré Froment-Meurice, orfèvre, argentier de la ville de Paris, officier de la Légion d’honneur, né à Paris le 30 décembre 1801, y est mort le 17 février 1855, et de Louise, Henriette Mainguet, décédée à Paris en 1899. Marie-Anne Froment-Meurice mourut prématurément à Paris le 7 juillet 1876.
De cette union nait un fils unique : Marie, Emmanuel, Henri, Paul-Eugène Lefébure, Comte Lefébure, né à Paris le 27 janvier 1875, décédé à Paris en 1920. Il épouse en premières noces le 22 juin 1899 Madeleine de Bousquet, décédée au château de Ronfeugerai (Orne) le 27 février 1903 à l’âge de 26 ans, fille de Gaston de Bousquet, lieutenant de chasseurs, né à Paris le 28 mai 1852, et de Sophie-Marie-Claire Polonceau. Il épouse en secondes noces sa belle-sœur Cécile de Bousquet. Gazé lors des combats de la Grande guerre, il en garde de graves séquelles et meurt prématurément à l’âge de 45 ans.

## Ouvrages
- Étude sur l'économie rurale de l'Alsace, 1869
- Étude sur l'Allemagne nouvelle, 1872
- Les Questions vitales, 1876
- La Science pénitentiaire au Congrès de Stockholm, 1880

- Prix Marcelin Guérin de l'Académie française en 1881
- La Renaissance religieuse en France, vues sur l'action catholique depuis cinquante ans, 1886
- Le Devoir social, 1890 Texte en ligne

- Prix Montyon de l'Académie française en 1891
- L'Organisation de la charité privée en France, histoire d'une œuvre, 1900 Texte en ligne
- Portraits de croyants au XIXe siècle : Montalembert, Auguste Cochin, François Rio, A. Guthlin, 1905